# مارلين فاركوهار
مارلين فاركوهار (بالإنجليزية: Marilyn Farquhar)‏ هي أحيائية أمريكية، ولدت في 1928 في تولاري في الولايات المتحدة.